# Christina Sussiek
Christina Sussiek, później Echte (ur. 4 marca 1960 w Werther (Westf.)) – niemiecka lekkoatletka, specjalistka biegów sprinterskich i skoku w dal, medalistka halowych mistrzostw Europy, olimpijka. W czasie swojej kariery reprezentowała Republikę Federalną Niemiec.

## Kariera sportowa
31 stycznia 1981 w Dortmundzie sztafeta RFN w składzie: Heidi-Elke Gaugel, Sussiek, Christiane Brinkmann i Gaby Bußmann ustanowiła halowy rekord świata w sztafecie 4 × 400 metrów czasem 3:34,38. Sussiek zajęła 5. miejsce w skoku w dal i odpadła w półfinale biegu na 50 metrów na halowych mistrzostwach Europy w 1981 w Grenoble.
Zdobyła brązowy medal w biegu na 200 metrów na halowych mistrzostwach Europy w 1983 w Budapeszcie, przegrywając jedynie z reprezentantką Niemieckiej Republiki Demokratycznej Maritą Koch i  Brytyjką Joan Baptiste. Odpadła w eliminacjach  skoku w dal na mistrzostwach świata w 1983 w Helsinkach.
Wystąpiła w biegu eliminacyjnym sztafet 4 × 400 metrów na igrzyskach olimpijskich w 1984 w Los Angeles. W finale sztafeta RFN, już bez Sussiek w składzie, wywalczyła brązowy medal. Na halowych mistrzostwach Europy w 1988 w Budapeszcie Sussiek odpadła w  eliminacjach biegu na 400 metrów.
Sussiek była mistrzynią RFN w biegu na 200 metrów w 1983 i wicemistrzynią na tym dystansie w 1980, mistrzynią w sztafecie 4 × 100 metrów w 1981 i 1983, mistrzynią w skoku w dal również w 1981 i 1983 oraz wicemsitrzynia w biegu na 100 metrów w 1980. W hali była mistrzynią RFN w biegu na 200 metrów w 1981 i wicemistrzynią w 1983, w biegu na 400 metrów mistrzynią w 1984 i brązową medalistką w 1988, w biegu sztafetowym mistrzynią w latach 1979–1981 i 1983, w skoku w dal mistrzynią w 1981 i brązową medalistką w 1983, a w biegu na 60 metrów wicemistrzynią w 1981. 
Rekordy życiowe Sussiek:
- bieg na 200 metrów – 23,20 s (26 czerwca 1983, Brema
- skok w dal – 6,73 m (25 czerwca 1983, Brema)
- bieg na 200 metrów (hala) – 22,94 s (6 lutego 1981, Sindelfingen)
- bieg na 400 metrów (hala) – 52,51 s (10 lutego 1988, Dortmund)
- skok w dal (hala) – 6,74 m (7 lutego 1981, Sindelfingen)